# Andreas Granqvist
Andreas Granqvist (Helsingborg, 1985. április 16. –) svéd válogatott labdarúgó. Korábban játszott többek között az angliai Wiganben, a holland Groningenben, valamint az olasz Genoában.

## Sikerei, díjai
- Helsingborg
  - Superettan: 2018
  - Svéd kupa: 2006

## Statisztikái

### Klubokban
2018. május 13-án lett utoljára frissítve.
| Szezon   | Klub           | League         | Bajnokság       | Bajnokság | Kupa            | Kupa  | Európai         | Európai | Egyéb           | Egyéb | Összesen        | Összesen |
| Szezon   | Klub           | League         | Pályára lépések | Gólok     | Pályára lépések | Gólok | Pályára lépések | Gólok   | Pályára lépések | Gólok | Pályára lépések | Gólok    |
| -------- | -------------- | -------------- | --------------- | --------- | --------------- | ----- | --------------- | ------- | --------------- | ----- | --------------- | -------- |
| 2004     | Helsingborg    | Allsvenskan    | 21              | 0         |                 |       | —               | —       | —               | —     | 21              | 0        |
| 2005     | Helsingborg    | Allsvenskan    | 26              | 1         |                 |       | —               | —       | —               | —     | 26              | 1        |
| 2006     | Helsingborg    | Allsvenskan    | 25              | 0         |                 |       | —               | —       | —               | —     | 25              | 0        |
| 2006–07  | Wigan Athletic | Premier League | 0               | 0         | 1               | 0     | —               | —       | 0               | 0     | 1               | 0        |
| 2007–08  | Wigan Athletic | Premier League | 14              | 0         | 1               | 0     | —               | —       | 1               | 0     | 16              | 0        |
| 2008     | Helsingborg    | Allsvenskan    | 11              | 1         |                 |       | —               | —       | —               | —     | 11              | 1        |
| 2008–09  | Groningen      | Eredivisie     | 32              | 4         | 1               | 1     | —               | —       | —               | —     | 34              | 5        |
| 2009–10  | Groningen      | Eredivisie     | 32              | 6         | 2               | 1     | —               | —       | —               | —     | 34              | 7        |
| 2010–11  | Groningen      | Eredivisie     | 33              | 11        | 4               | 1     | —               | —       | —               | —     | 37              | 12       |
| 2011-12  | Genoa          | Serie A        | 28              | 1         | 2               | 0     | —               | —       | —               | —     | 30              | 1        |
| 2012–13  | Genoa          | Serie A        | 35              | 1         | 1               | 0     | —               | —       | —               | —     | 36              | 1        |
| 2013–14  | Krasznodar     | Premjer-Liga   | 20              | 1         | 3               | 0     | —               | —       | —               | —     | 23              | 1        |
| 2014–15  | Krasznodar     | Premjer-Liga   | 27              | 0         | 2               | 0     | 9               | 1       | —               | —     | 38              | 1        |
| 2015–16  | Krasznodar     | Premjer-Liga   | 29              | 1         | 3               | 1     | 12              | 1       | —               | —     | 44              | 3        |
| 2016–17  | Krasznodar     | Premjer-Liga   | 29              | 0         | 2               | 0     | 12              | 0       | —               | —     | 43              | 0        |
| 2017–18  | Krasznodar     | Premjer-Liga   | 29              | 1         | 0               | 0     | 4               | 1       | —               | —     | 33              | 2        |
| Összesen | Svédország     | Svédország     | 83              | 2         |                 |       | 0               | 0       | 0               | 0     | 83              | 2        |
| Összesen | Anglia         | Anglia         | 14              | 0         | 2               | 0     | 0               | 0       | 1               | 0     | 17              | 0        |
| Összesen | Hollandia      | Hollandia      | 97              | 21        | 7               | 3     | 0               | 0       | 0               | 0     | 104             | 24       |
| Összesen | Olaszország    | Olaszország    | 63              | 2         | 3               | 0     | 0               | 0       | 0               | 0     | 66              | 2        |
| Összesen | Oroszország    | Oroszország    | 134             | 3         | 10              | 1     | 37              | 3       | 0               | 0     | 191             | 7        |
| Összesen | Összesen       | Összesen       | 391             | 28        | 22              | 4     | 37              | 3       | 1               | 0     | 433             | 35       |

### A válogatottban
2019. november 15-én lett frissítve.
| Svédország | Svédország      | Svédország |
| Év         | Pályára lépések | Gólok      |
| ---------- | --------------- | ---------- |
| 2006       | 1               | 0          |
| 2007       | 1               | 0          |
| 2008       | 2               | 0          |
| 2009       | 1               | 0          |
| 2010       | 4               | 2          |
| 2011       | 6               | 0          |
| 2012       | 12              | 0          |
| 2013       | 5               | 0          |
| 2014       | 8               | 0          |
| 2015       | 8               | 0          |
| 2016       | 12              | 1          |
| 2017       | 9               | 3          |
| 2018       | 12              | 3          |
| 2019       | 7               | 0          |
| összesen   | 88              | 9          |

### Góljai a válogatottban
2018. június 18-án lett frissítve.
| #  | Dátum               | Helyszín                                                    | Ellenfél         | Gól | Végeredmény | Verseny                                                    |
| -- | ------------------- | ----------------------------------------------------------- | ---------------- | --- | ----------- | ---------------------------------------------------------- |
| 1. | 2010. szeptember 7. | Swedbank Stadion, Malmö, Svédország                         | San Marino       | 4–0 | 6–0         | 2012-es labdarúgó-Európa-bajnokság (selejtező – E csoport) |
| 2. | 2010. október 12.   | Amsterdam ArenA, Amszterdam, Hollandia                      | Hollandia        | 1–4 | 1–4         | 2012-es labdarúgó-Európa-bajnokság (selejtező – E csoport) |
| 3. | 2016. március 24.   | New Antalya Stadium, Antalya, Törökország                   | Törökország      | 1–1 | 1–2         | Barátságos mérkőzés                                        |
| 4. | 2017. szeptember 3. | Borisov Arena, Bariszav, Fehéroroszország                   | Fehéroroszország | 4–0 | 4–0         | 2018-as világbajnokság-selejtező                           |
| 5. | 2017. október 7.    | Friends Arena, Solna, Svédország                            | Luxemburg        | 1–0 | 8–0         | 2018-as világbajnokság-selejtező                           |
| 6. | 2017. október 7.    | Friends Arena, Solna, Svédország                            | Luxemburg        | 6–0 | 8–0         | 2018-as világbajnokság-selejtező                           |
| 7. | 2018. június 18.    | Nyizsnyij Novgorod Stadion, Nyizsnyij Novgorod, Oroszország | Dél-Korea        | 1–0 | 1–0         | 2018-as világbajnokság                                     |
| 8. | 2018. június 27.    | Központi stadion, Jekatyerinburg, Oroszország               | Mexikó           | 2–0 | 3–0         | 2018-as világbajnokság                                     |
| 9. | 2018. november 17.  | Konya Büyükşehir Stadium, Konya, Törökország                | Törökország      | 1–0 | 1–0         | 2018–2019-es UEFA Nemzetek Ligája                          |